# Старі гроші
«Старі гроші» – це соціальний клас багатіїв, які змогли зберегти своє багатство протягом кількох поколінь, на відміну від «нових грошей», чиє багатство було набуте протягом власного покоління. Цей термін часто стосується членів фактичної аристократії в суспільствах, де історично відсутній формальний аристократичний клас (наприклад, у Сполучених Штатах Америки).

## Багатство та клас
Багатство — активи, що належать окремій особі або домогосподарству — є важливим виміром соціальної стратифікації, оскільки воно може переходити з покоління в покоління, гарантуючи фінансову стабільність потомства сім'ї. Сім'ї зі «старими грошима» використовують накопичені активи або заощадження для подолання перебоїв у доходах, таким чином захищаючись від зниження соціальної мобільності.
«Старі гроші» традиційно протиставляються новобагатькам та вискочкам, які належать до категорії «нових грошей» (ті, хто не походять з традиційно заможних сімей).

## США
За словами американського антрополога В. Ллойда Ворнера, вищий клас у Сполучених Штатах Америки у 1930-х роках поділявся на верхній вищий та нижчий вищий класи. Нижчий вищий клас складався з тих, хто не походив із традиційно заможних сімей. Вони заробляли гроші за рахунок інвестицій та бізнесу, а не спадщини. Прикладами є Джон Девісон Рокфеллер, батько якого був мандрівним коробейником; Корнеліус Вандербільт, батько якого керував поромом у гавані Нью-Йорка; Генрі Флаглер, син пресвітеріанського священика; а також Ендрю Карнегі, син шотландського ткача.
На відміну від новобагатьків, чиї багатства були набуті у їхньому власному поколінні, вищий клас складався з родин, які вважалися «квазі-аристократичними» та «вищим світом». Ці родини були багатими та відігравали важливу роль у політиці Сполучених Штатів протягом поколінь. У багатьох випадках їхня значущість передувала Американській революції (1765–1783), коли їхні предки накопичили статки як члени елітного класу плантаторів, або як купці, работорговці, судновласники чи торговці хутром. У багатьох випадках, особливо у штатах Вірджинія, Меріленд та Кароліна, джерелом багатства цих сімей були величезні земельні ділянки, надані їхнім предкам англійською короною або придбані за правом власності під час колоніального періоду. Ці родини класу плантаторів часто були пов'язані між собою через шлюби протягом понад 300 років і іноді відомі як «американська шляхта». Вони дали кількох батьків-засновників Сполучених Штатів та низку ранніх президентів Сполучених Штатів.
Хоча багато людей зі «старими грошима» не посідають такі високі місця у списку 400 найбагатших американців Forbes, як їхні предки, їхні статки продовжують зростати. Багато сімей збільшили свої статки за допомогою інвестиційних стратегій, таких як об'єднання ресурсів. Наприклад, оціночний чистий капітал родини Рокфеллерів у 1 мільярд доларів у 1930-х роках зріс до 8,5 мільярда доларів до 2000 року, тобто без урахування інфляції. За 60 років чотири найбагатші родини у Сполучених Штатах збільшили свої сукупні 2-4 мільярди доларів у 1937 році до 38 мільярдів доларів, не володіючи великими частками акцій в галузях, що розвиваються. З урахуванням інфляції фактичний доларовий статок багатьох із цих родин скоротився з 30-х років.
З точки зору управління приватним капіталом, «старі гроші» можна класифікувати на дві категорії: активні «старі гроші» та пасивні «старі гроші». До перших належать спадкоємці, які, незважаючи на успадковане багатство, що є в їхньому розпорядженні, або те, до якого вони можуть отримати доступ у майбутньому, вирішують продовжити власну кар'єру або створити власний бізнес. Наприклад, спадкоємиця мережі готелів і курортів Hilton Періс Хілтон та сер Стеліос Хаджі-Іоанну. З іншого боку, пасивні «старі гроші» – це бездіяльні багатії або ті, хто не є виробниками багатства.

## Європа
З XVIII століття родина Ротшильдів засновувала фінансові будинки по всій Європі та була посвячена у дворянство імператором Габсбургами та королевою Вікторією. Протягом XIX століття вони контролювали найбільший статок у світі, за сучасними цінами – сотні мільярдів. Родина, принаймні певною мірою, зберегла своє багатство протягом понад двох століть.
У багатьох країнах існували обмеження щодо голосування на основі багатства. У Франції з 27 мільйонів населення лише 80 000–90 000 мали право голосувати на виборах до законодавчих органів Франції 1820 року, а найбагатша чверть із них мала по два голоси.

### Велика Британія
У Великій Британії цей термін зазвичай стосується виключно дворянства – тобто перства та землевласників – які традиційно живуть за рахунок землі, успадкованої по батьківській лінії. Британська концепція відповідає «шляхетному походженню», і нерідко можна знайти когось зі «старими грошима», хто насправді бідний або неплатоспроможний. Однак до 2001 року ті, хто належить до цієї категорії – аристократичні землевласники – все ще входили до списку найбагатших у Сполученому Королівстві. Наприклад, герцог Вестмінстерський через свій маєток Гросвенор володіє великими ділянками нерухомості в Лондоні, включаючи 200 акрів (80 га) Белгравії та 100 акрів (40 га) Мейфера. Віконт Портман є власником 100 акрів (40 га) землі на північ від Оксфорд-стріт.